# Henri Philippe de Chauvelin
Pour les articles homonymes, voir Chauvelin.
Henri Philippe de Chauvelin, né en 1714, mort en 1770, fut chanoine de Notre-Dame-de-Paris et conseiller au parlement de Paris.

## Biographie
Il est le fils de Bernard Chauvelin et de Catherine Martin d'Auzielle. Il a pour fratrie :
- Jacques-Bernard (1701-1767), seigneur de Beauséjour, avocat au Châtelet (1722), conseiller au Parlement (1725), inspecteur général de la librairie, maître des requêtes (1728)[1], intendant d'Amiens (Picardie) (1731-1751), conseiller d'État (1751), intendant des finances (1753)[1] ;
- Louis Germain Chauvelin, chanoine de Notre-Dame de Paris (1730-1738), abbé de Saint-Jouin-les-Marnes (1730-), grand vicaire d'Amiens, doyen de l'Église du Mans (1732)[1] ;
- Bernard-Louis (François-Claude-Bernard-Louis) (1716-1773), marquis de Chauvelin, diplomate (Gênes, Sardaigne), militaire et écrivain[1] ;
- Marie-Reine Chauvelin (†1739), fille de Bernard Chauvelin, épouse (1734) de Guy II Chartraire[1].

Proche des jansénistes, il attaque les Jésuites avec vigueur et défend le Jansénisme, ce qui le fait enfermer en 1763 au mont Saint-Michel. Dès qu'il est libéré, il reprend son combat et publie en 1761 deux écrits qui font grand bruit : le Discours sur les constitutions des Jésuites et Compte rendu sur la doctrine des Jésuites qui contribuent à obtenir du parlement de Paris le bannissement de la Compagnie de Jésus en France.

### Le témoignage de l'ancien libraire janséniste Hardy sur sa mort (14 janvier 1770)
« Ce jour à quatre heures du matin Messire Henry-Philippe Chauvelin conseiller  d'honneur au Parlement, chanoine honoraire de l'Église de Paris abbé commendataire de l'abbaye de Montier Ramey ordre de saint Benoît diocèse de Troyes, prieur du prieuré des prieures du Grand Frenoy, de la Très-Sainte-Trinité de Beaumont-le-Roger et de Saint-Blin, meurt en son hôtel rue de Condé âgé de cinquante-six ans d'hydropisie de poitrine, et d'une manière assés imprévue pour ne pas lui permettre de demander et de recevoir les derniers sacrements de l'Église. Il est inhumé avec pompe le mercredi suivant à onze heures du matin en l'église de Notre-Dame par les doyen chanoine et chapitre de cette église, en vertu du droit dont ils ont toujours joui d'aller chercher partout à Paris et dans la banlieue les chanoines honoraires comme les chanoines titulaires et tous les chapelains sans que les curés des différentes paroisses puissent avoir la moindre prétention à cet égard non plus que pour l'administration des sacremens qu'ils sont également en possession de faire. Ce magistrat étant conseiller de la troisième Chambre des enquêtes du Parlement, avoit en 1760 dénoncé à sa compagnie l'institut des cydevant soi-disans jésuittes dont il avoit parfaitement développé et fait connoître tous les vices dans deux discours qui furent imprimés et répandus dans le public, ce qui l'avoit fait regarder par tous les partisants de cette société comme la cheville ouvrière de sa dissolution. Il étoit boîteux, banqueroche, de la figure la plus rebutante n'avoit pas tout au plus quatre pieds de haut ; mais il ne manquoit pas de science et d'esprit. »

## Pour approfondir